# Pavlovec (priimek)
Pavlovec je priimek več znanih Slovencev:
- Agata Pavlovec (*1973), slikarka, ilustratorka, koordinatorica Škofjeloškega pasijona
- Andrej Pavlovec (1929—1995), umetnostni zgodovinar, likovni kritik in organizator
- Jasna Kralj Pavlovec (*1963), arhitektka, oblikovalka, grafičarka
- Matija Pavlovec, fotograf
- Matjaž Pavlovec, scenograf
- Mirna Pavlovec (*1953), slikarka in ilustratorka
- France Pavlovec (1897—1959), slikar
- Rajko Pavlovec (1932—2013), geolog, paleontolog, univ. profesor, poljudni publicist